# Salita al Calvario

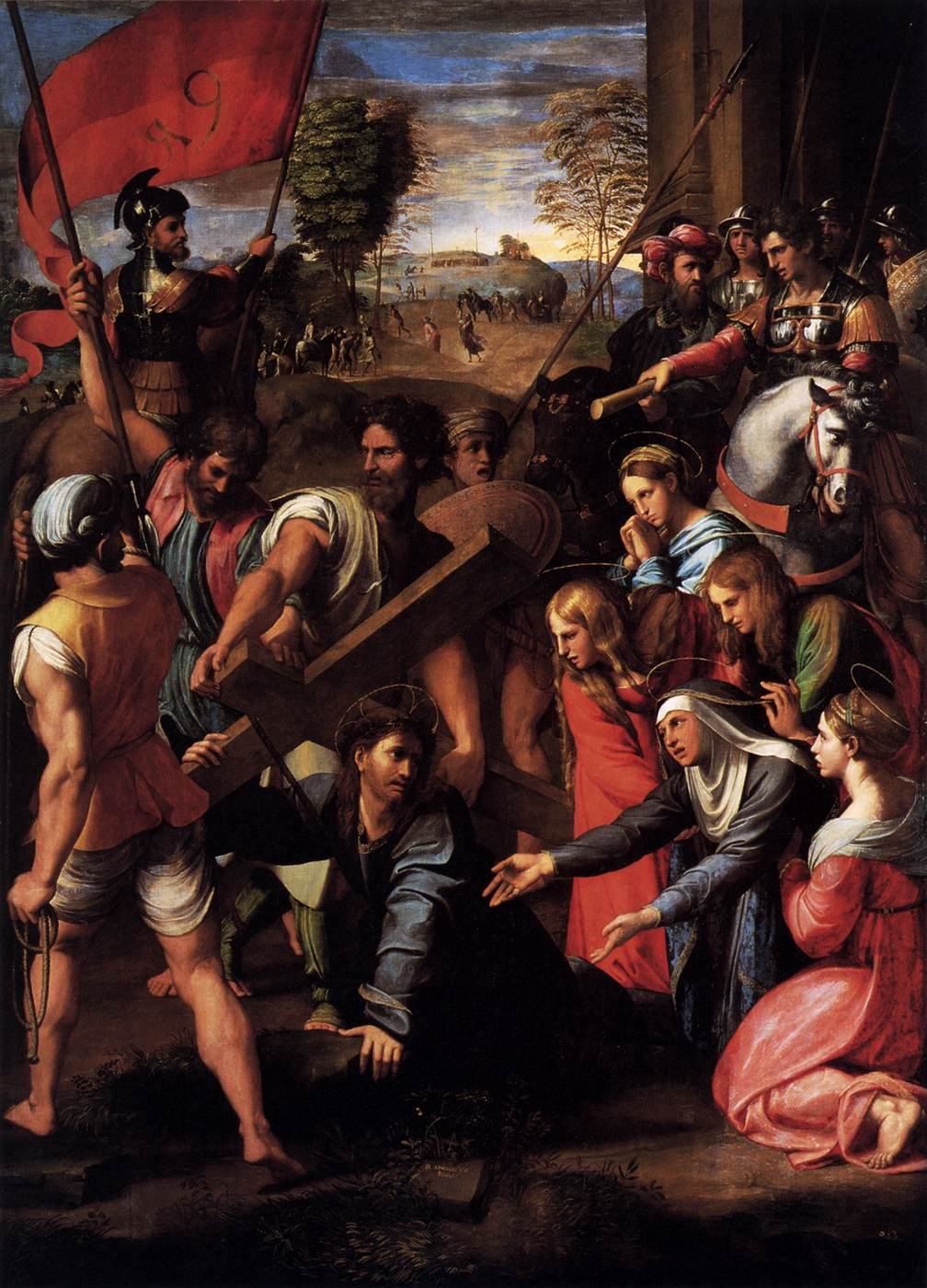
La Salita al Calvario, dipinto di Raffaello Sanzio, 1517, Madrid, Museo del Prado.

La salita al Calvario è un episodio della passione di Gesù narrato nei Vangeli canonici (Matteo 27,31-34; Marco 15,20-23; Luca 23,26-33; Giovanni 19,17-18).

## L'episodio
La vicenda è raccontata brevemente dai Vangeli e ampliata particolarmente da Luca. Dopo la sentenza di condanna, Cristo, deriso e sanguinante, venne spogliato del mantello di porpora che gli era stato posto sulle spalle per scherno, rivestito con i suoi panni e caricato della croce. 
Secondo l'uso romano, infatti, l'esecuzione doveva avvenire fuori città lungo una strada particolarmente frequentata e il condannato doveva portarvi la propria croce, o almeno la sua traversa orizzontale, detta patibulum.
La localizzazione fuori porta era ancora più significativa alla luce delle leggi ebraiche che prescrivevano l'esecuzione fuori dell'accampamento sia per i bestemmiatori sia per i violatori del sabato, due accuse spesso rivolte a Gesù dai farisei. Proprio l'accusa di bestemmia era stata utilizzata dal sinedrio per condannare a morte Gesù. Nel vangelo di Marco, il primo ad essere redatto, questa connessione sembra essere suggerita deliberatamente con la scelta del verbo greco "exago" per descrivere l'azione di "condurre fuori" Gesù. Questa è la prima e unica volta che questo verbo viene utilizzato da Marco e proprio questo è il verbo utilizzato dalla LXX, la versione greca dell'antico testamento utilizzata dagli evangelisti, quando si ordina di condurre fuori dall'accampamento i bestemmiatori e i violatori del sabato prima di lapidarli. La scelta del verbo ottiene un rilievo ancora maggiore dall'indeterminatezza del luogo da cui Gesù è allontanato: il vangelo sottolinea una espulsione, un rigetto.
Il Golgota si trova a nord di Gerusalemme e vi si accedeva uscendo dalla Porta di Gennath (o "Porta dei Giardini"), i cui resti sono stati ritrovati circa a metà strada fra il pretorio e il Golgota. Dalla porta passava una delle strade principali in direzione delle città di Cesarea e Giaffa e ciò garantiva la massima pubblicità dell'esecuzione.
Secondo il Vangelo di Giovanni, all'uscita del tribunale Gesù si avviò, portando la croce, verso il monte Calvario (detto anche Golgota), dove fu crocifisso ("Allora [Pilato] lo consegnò loro perché fosse crocifisso. Essi allora presero Gesù ed egli, portando la croce, si avviò verso il luogo del Cranio, detto in ebraico Gòlgota, dove lo crocifissero e con lui altri due, uno da una parte e uno dall'altra, e Gesù nel mezzo"). 

Secondo i Vangeli sinottici, all'uscita della città, i soldati costrinsero un uomo chiamato Simone di Cirene, che rientrava casualmente in città proprio in quel momento, a caricarsi addosso la croce e a sorreggere il suo peso sulle spalle al posto dello stesso Gesù sino al luogo dell'esecuzione; grazie al suo sostegno, Gesù poté evitare che il carico del patibulum gravasse sulle spalle e sulla schiena che erano già state ferite dalla severa flagellazione che aveva subito. Marco (e solo lui) specifica che Simone era il padre di Alessandro e Rufo, come se i suoi figli fossero ben noti ai suoi lettori e potessero confermare i fatti. Questo dettaglio si chiarisce supponendo che il Rufo, che Paolo saluta nella Lettera ai Romani (16,12), sia proprio il figlio di Simone e tenendo presente che il vangelo di Marco, o almeno una prima bozza, potrebbe essere stato scritto a Roma. Tutta la famiglia, quindi, avrebbe aderito al cristianesimo e forse Simone non cercò di sottrarsi alla croce di Gesù perché già ne aveva ascoltato la predicazione.
In mezzo alla folla che seguiva il condannato c'erano delle donne che piangevano e solo Luca riporta le parole rivolte a loro da Gesù, esortandole a versare le loro lacrime non su di lui ma sulla sorte che sarebbe capitata a loro stesse e ai loro figli. L'accenno al popolo piangente potrebbe essere una allusione di Luca alla profezia di Zaccaria (12, 10-12), letta in riferimento a Cristo anche nel vangelo di Giovanni (19,37) e nell'Apocalisse (1,7). Le parole di Gesù, invece, alludono alle tremende sofferenze della popolazione di Gerusalemme durante l'assedio romano, raccontate da Giuseppe Flavio.
Gli autori del "Nuovo Grande Commentario Biblico" sottolineano come "Giovanni non riporta nessuno degli episodi avvenuti durante il tragitto verso il luogo della crocifissione, contenuti negli altri vangeli". Dato che Giovanni descrive l'avviarsi di Gesù verso il calvario con la croce in spalla, ma non riporta l'incontro col Cireneo, gli stessi studiosi suppongono che l'evangelista non fosse a conoscenza di tale tradizione o, a livello teologico, che Giovanni "scelse di far portare la croce a Gesù per significare che egli aveva ancora il pieno controllo del proprio destino".